# Pòssum cuagròs
El pòssum cuagròs (Dactylopsila megalura) és una espècie de marsupial de la família dels petàurids. Viu a Indonèsia i Papua Nova Guinea. El seu hàbitat natural són els boscos secs tropicals o subtropicals.